# Settimana bianca
La settimana bianca è un termine di uso comune che indica la permanenza in montagna per un periodo di vacanza di sei o sette giorni, nel quale normalmente vengono svolti sport invernali  legati alla presenza della neve. 

## Descrizione

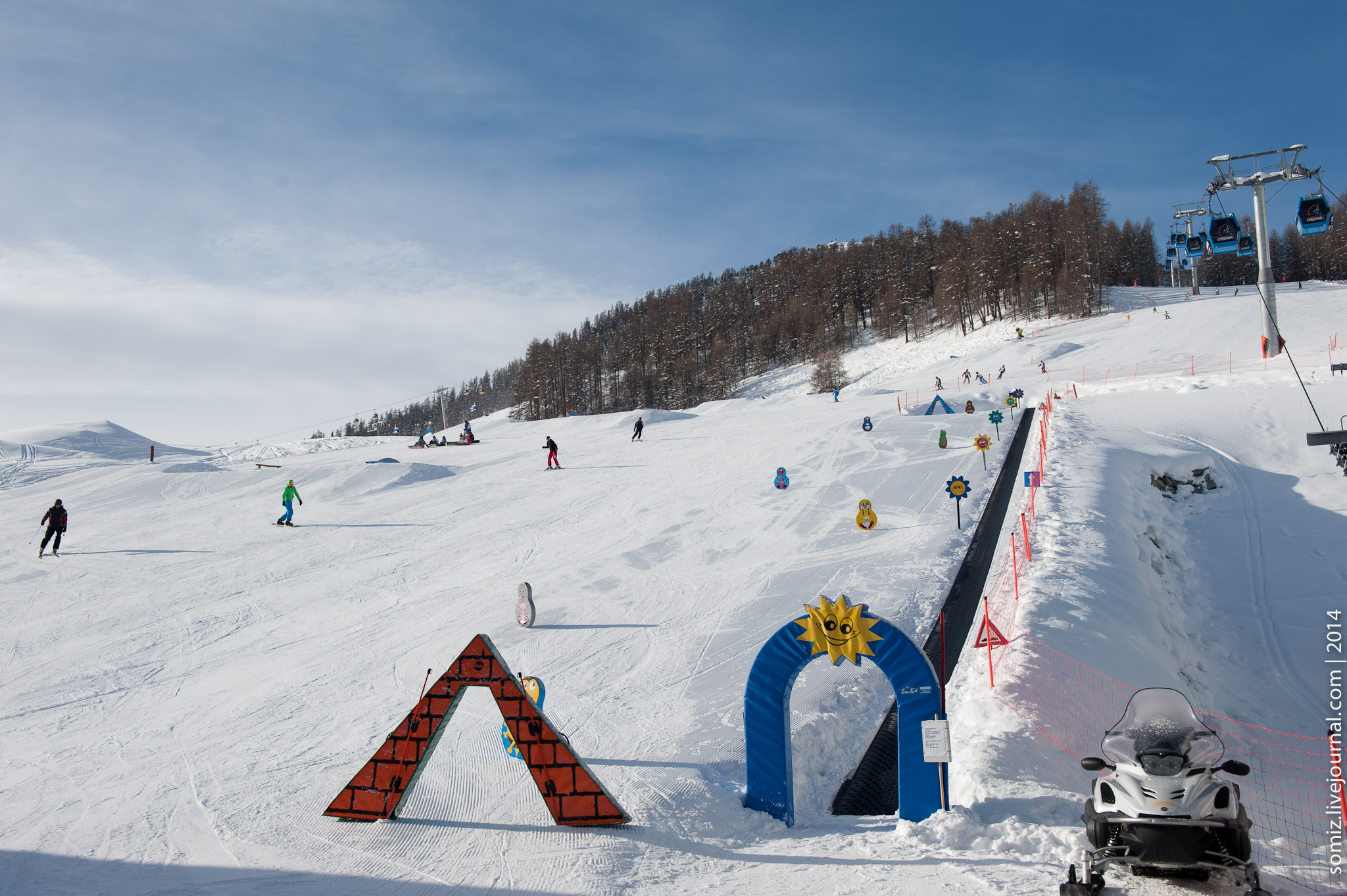
Una pista da sci per bambini in Lombardia

Normalmente la settimana bianca inizia in un fine settimana, termina il fine settimana successivo (il sabato o la domenica indifferentemente) e, di norma, non comprende giornate festive infrasettimanali. Gli sport praticati più comunemente durante le settimane bianche sono lo sci alpino, lo sci nordico, lo snowboard, lo sci alpinismo, lo slittino ed il pattinaggio sul ghiaccio; si possono facilmente trovare anche l'ice climbing e l'escursionismo.
Possono essere considerate meta di settimana bianca tutte le località turistiche invernali che godono di innevamento naturale o artificiale. Spesso le "settimane bianche" vengono proposte in ambito scolastico a studenti in diversi periodo del loro ciclo di studi.
La maggior parte delle presenze contate dalle località turistiche invernali nelle giornate feriali sono dovute a questa consuetudine, molto ambita dai praticanti di sport invernali. Per pubblicizzare le strutture ricettive che offrono settimane bianche ed aiutare che vuole organizzare la propria settimana bianca esistono molti portali specializzati e il termine "settimana bianca" viene molto spesso utilizzato come parola chiave.

## Nella cultura popolare
La settimana bianca è un film di genere commedia sexy all'italiana del 1980 diretto da Mariano Laurenti. Settimana bianca è anche il titolo di una canzone del 2018 del gruppo musicale italiano Il Pagante, che ironizza proprio sui comportamenti tipici delle persone che svolgono questo tipo di vacanza.